# Brewton (Alabama)
Brewton es una ciudad ubicada en el condado de Escambia en el estado estadounidense de Alabama. En el censo de 2000, su población era de 5498.

## Demografía
En el 2000 la renta per cápita promedia del hogar era de $34,234, y el ingreso promedio para una familia era de $43,548. El ingreso per cápita para la localidad era de $18,185. Los hombres tenían un ingreso per cápita de $37,348 contra $20,212 para las mujeres.

## Geografía
Brewton se encuentra ubicada en las coordenadas 31°7′4″N 87°4′16″O / 31.11778, -87.07111 (31.117706, -87.071164).
Según la Oficina del Censo de los EE. UU., la ciudad tiene un área total de 11.47 millas cuadradas (29.71 km²).